# GREATEST-HITS
『GREATEST-HITS』（グレイテスト・ヒッツ）は、La'cryma Christiの2枚目のベスト・アルバム。2004年9月8日にMajestic Ringから発売。

## 解説
結成10周年を記念した「10の出来事」第4弾アイテム。
初回盤は特殊ケース&豪華ヒストリー・ブックレット付。

## 収録曲
各収録曲の詳細はリンクを参照。
1. Warm Snow
インディーズ1stミニ・アルバム『Warm Snow』タイトル曲
2. Forest
インディーズ2ndシングル
3. 偏西風
メジャー1stシングル「Ivory trees」カップリング
4. THE SCENT
メジャー2ndシングル
5. 南国
メジャー3rdシングル
6. With-you
メジャー4thシングル
7. 未来航路
メジャー5thシングル
8. Lhasa
アルバム『Lhasa』タイトル曲
9. イスラエル
メジャー3rdアルバム『magic theatre』収録曲
10. Blossom
メジャー8thシングル「永遠」カップリング
11. 雪になって消えた二人
メジャー3rdアルバム『magic theatre』収録曲
12. LIFE
メジャー10thシングル
13. カメレオン
メジャー4thアルバム『&・U』収録曲
14. my generation
メジャー4thアルバム『&・U』収録曲
15. SCREAMING
メジャー4thアルバム『&・U』収録曲